# Dispečer DOZ
Dispečer DOZ je u Správy železnic (dříve u Českých drah) společný název pro pracovníky, kteří řídí železniční provoz na řídícím pracovišti dálkově ovládaného zabezpečovacího zařízení (DOZ).
Z hlediska odborné způsobilosti odpovídají požadované znalosti dispečera DOZ požadovaným znalostem u výpravčího. Dispečeři DOZ se zpravidla rekrutují z výpravčích, kteří pracují v některé ze stanic v řízené oblasti, případně pracovali v několika těchto stanicích, takže mají dobrý přehled o fungování provozu na nižší úrovni řízení.

## Rozdělení řízené oblasti
Podle velikosti řízené oblasti a intenzity provozu v ní se na řídícím pracovišti nachází jeden či více dispečerů DOZ.
U rozsáhlejších systémů DOZ je situace zpravidla taková, že celá řízená oblast je rozdělena na několik částí, z nichž každou řídí jeden dispečer. Všem dispečerům je pak nadřízen hlavní dispečer, který koordinuje provozní práci v celé řízené oblasti. Tomuto uspořádání je zpravidla přizpůsobeno i pracoviště, kdy jednotliví dispečeři sedí u monitorů počítačů v přední části místnosti a hlavní dispečer sedí na vyvýšeném místě za nimi. Pro dobrý přehled o celkové situaci v řízené oblasti pak bývá v přední části místnosti umístěno přehledové schema celé řízené oblasti (buď ve formě velkoplošné obrazovky, nebo je toto schéma promítáno na promítací plochu) tak, aby na něj bylo vidět ze všech pracovišť dispečerů, případně dalších operátorů v místnosti.

## Alternativní rozdělení řízené oblasti
Některé systémy DOZ umožňují volitelnou velikost oblastí, kterou řídí jednotliví dispečeři. Toho lze využít zejména za situaci, kdy je hustý provoz v nějaké relativně malé oblasti, zatímco v jiné rozsáhlejší oblasti je v daném období podstatně slabší provoz. Za této situace může být řízená oblast rozdělena mezi dispečery tak, aby měli všichni zhruba stejnou intenzitu provozu (tj. počet vlaků, případně intenzita posunu) v přidělené oblasti, přestože topograficky budou přidělené oblasti nesouměřitelné.